# Tiergartenviertel
Das Tiergartenviertel ist ein Gebiet im Ortsteil Tiergarten des Berliner Bezirks Mitte. Wegen der prägenden Bebauung mit vielen diplomatischen Einrichtungen wird der westliche Teil des Tiergartenviertels auch Diplomatenviertel oder Botschaftsviertel genannt. In den Gründerjahren hieß es als Wohnort vieler hoher Beamter auch Geheimratsviertel.

## Lage
Das Viertel ist nach dem Großen Tiergarten benannt. Dessen Grünanlagen reichen bis zur Tiergartenstraße, die das Viertel nördlich begrenzt. Im Osten schließen sich hinter der Potsdamer Straße die Neubauten des Potsdamer Platzes an. Die Südgrenze bildet der Landwehrkanal, der im Bogen bis zu den Anlagen der Stadtbahn im Westen reicht.

## Geschichte

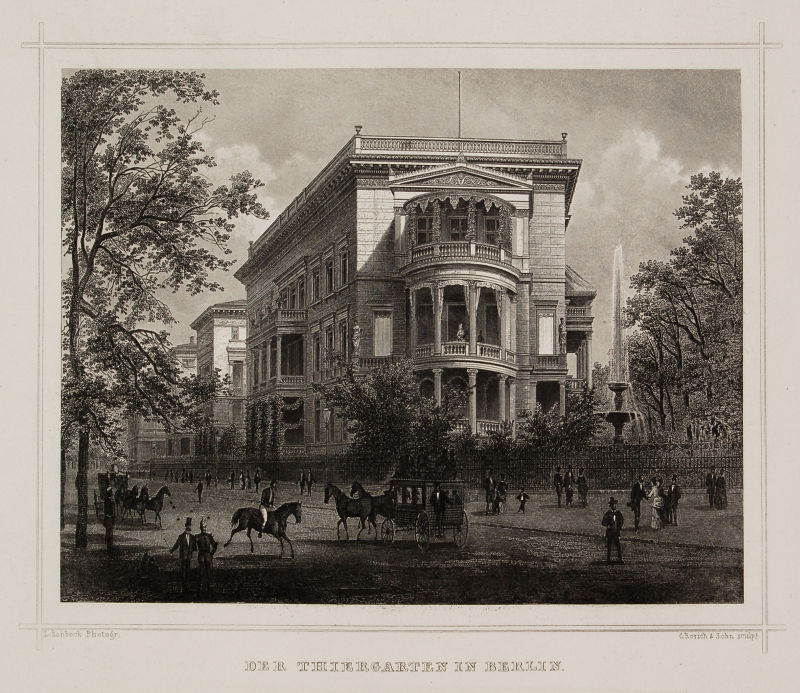
Der Thiergarten in Berlin
(Kupferstich aus dem 19. Jahrhundert)

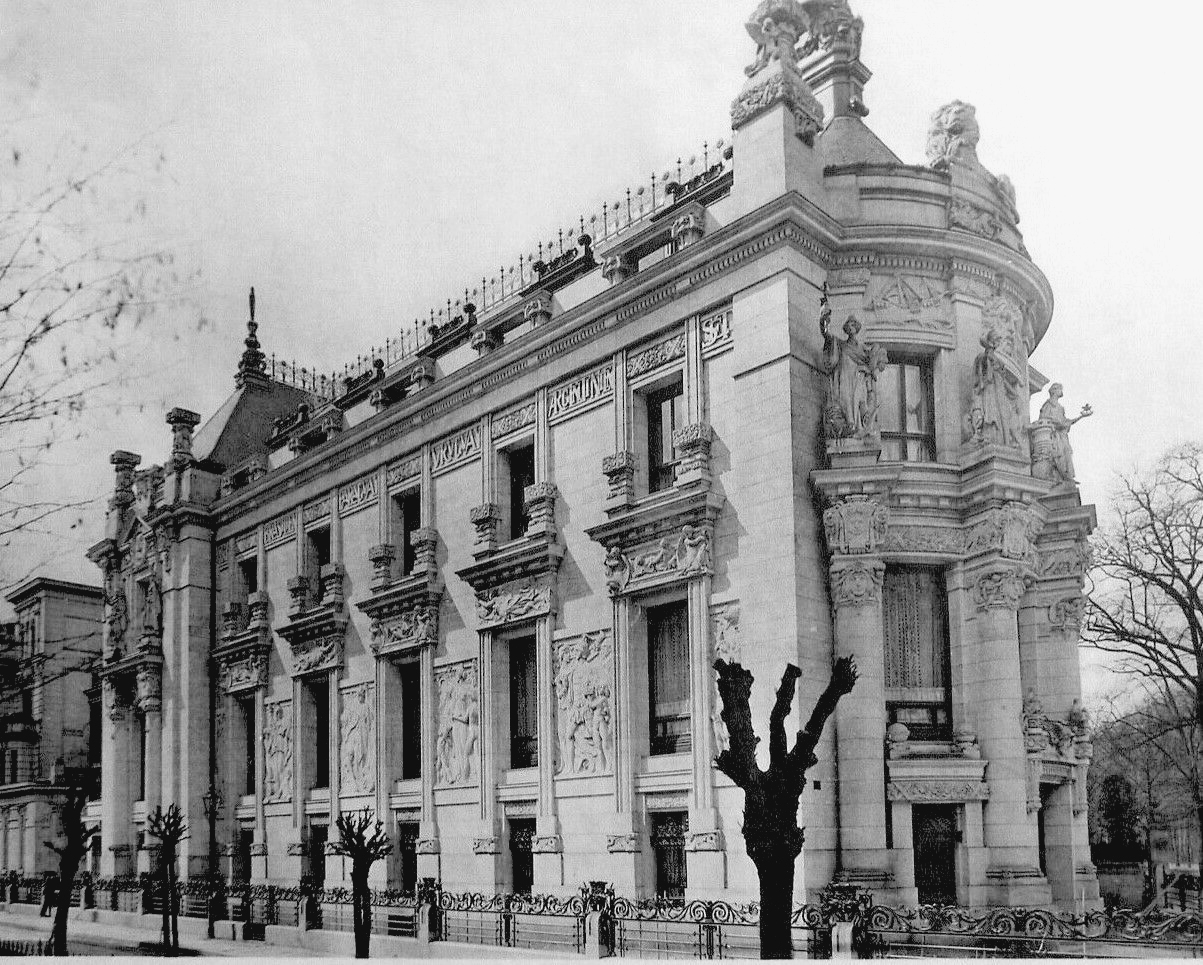
Palais Staudt, 1897 bis 1899 an der Tiergartenstraße 9 errichtet

Für das einstige Ausflugsgelände vor der Stadtmauer der Stadt Berlin genehmigte König Friedrich Wilhelm III. 1828 den Bebauungsplan. In der zweiten Hälfte des 19. Jahrhunderts entstand dort eine ausgedehnte Villenkolonie, und es zogen höhere Beamte, Unternehmer, Künstler und Wissenschaftler dorthin, da die zentrale Lage zwischen Alt-Berlin, Charlottenburg und Schöneberg mit den Vorzügen von Vororten verbunden wurde. Das 274 Hektar umfassende Areal des damaligen Tiergartens wurde 1881 eingemeindet. Im wilhelminischen Berlin wurde das Tiergartenviertel amtlich Untere Friedrichsvorstadt genannt.
Wegen der Lage des Viertels im Zentrum Berlins sahen die Pläne Albert Speers für die „Welthauptstadt Germania“ tiefgreifende Veränderungen vor. Als erste Bauwerke wurden die Botschaften der befreundeten Staaten Japan und Italien errichtet. Daneben erwarb der Staat große Teile der Liegenschaften, teilweise durch Zwangsenteignungen jüdischer Besitzer. Im östlichen Teil des Tiergartenviertels – östlich der Stauffenbergstraße (bis 1955: Bendlerstraße) – wurden die bestehenden Gebäude ab 1938 zu großen Teilen abgerissen, um Platz für die „Nord-Süd-Achse“ und den „Runden Platz“ zwischen Großer Halle und Südbahnhof zu schaffen. Der westliche Teil – zwischen Tiergartenstraße im Norden, Landwehrkanal im Süden, Bendlerstraße im Osten (heute: Stauffenbergstraße) und Tiergartenstraße im Westen (heute der Teil der Thomas-Dehler-Straße, der an das Erweiterungsgelände des Zoo angrenzt) – wurde zum Botschaftsviertel erklärt. Hierfür wurde beispielsweise das herrschaftliche Palais Staudt, ursprünglich Bestandteil des Villenviertels, ab 1936 zur argentinischen Botschaft umfunktioniert.
Nachdem viele Gebäude bereits während des Zweiten Weltkriegs durch alliierte Luftangriffe beschädigt waren, wurde fast jedes Gebäude während der Schlacht um Berlin zerstört. Mit dem Wettbewerb „Hauptstadt Berlin“ im Jahr 1958 begann der planmäßige Wiederaufbau. Als Kulturforum Berlin entstand im Osten des Viertels ein Zentrum für Kultur, Bildung und Wissenschaft. Nach der deutschen Wiedervereinigung und dem Hauptstadtbeschluss wurde Berlin wieder Hauptstadt Deutschlands. Danach errichteten mehrere Staaten im Tiergartenviertel neue Botschaften oder stellten die vorhandenen Gebäude wieder her.

## Gebäude
- Akademie der Konrad-Adenauer-Stiftung
- Bendlerblock mit dem Bundesministerium der Verteidigung
- Berliner Philharmonie
- Canisius-Kolleg Berlin, ehemals Vertretung der Firma Krupp
- Kunstgewerbemuseum
- Kupferstichkabinett
- Musikinstrumenten-Museum
- Neue Nationalgalerie
- Shell-Haus
- St.-Matthäus-Kirche
- Villa von der Heydt

Aktuelle diplomatische Vertretungen im Botschaftsviertel
- Ägyptische Botschaft
- Bahrainische Botschaft
- Estnische Botschaft
- Indische Botschaft
- Italienische Botschaft
- Japanische Botschaft
- Luxemburgische Botschaft
- Malaysische Botschaft
- Maltesische Botschaft
- Mexikanische Botschaft
- Nordische Botschaften (Dänemark, Finnland, Island, Norwegen und Schweden)
- Österreichische Botschaft
- Senegalesische Botschaft
- Spanische Botschaft
- Südafrikanische Botschaft
- Türkische Botschaft
- Syrische Botschaft
- Saudi-Arabische Botschaft
- Botschaft der Vereinigten Arabischen Emirate

Als diplomatische Vertretungen erbaut, heute andere Nutzung
- Ehemalige dänische Gesandtschaft, derzeit im Umbau zu einem Hotel
- Ehemalige jugoslawische Gesandtschaft, heute Sitz der Deutschen Gesellschaft für Auswärtige Politik
- Ehemalige norwegische Gesandtschaft, heute Büro- und Wohngebäude

Einige Bauwerke im Viertel 

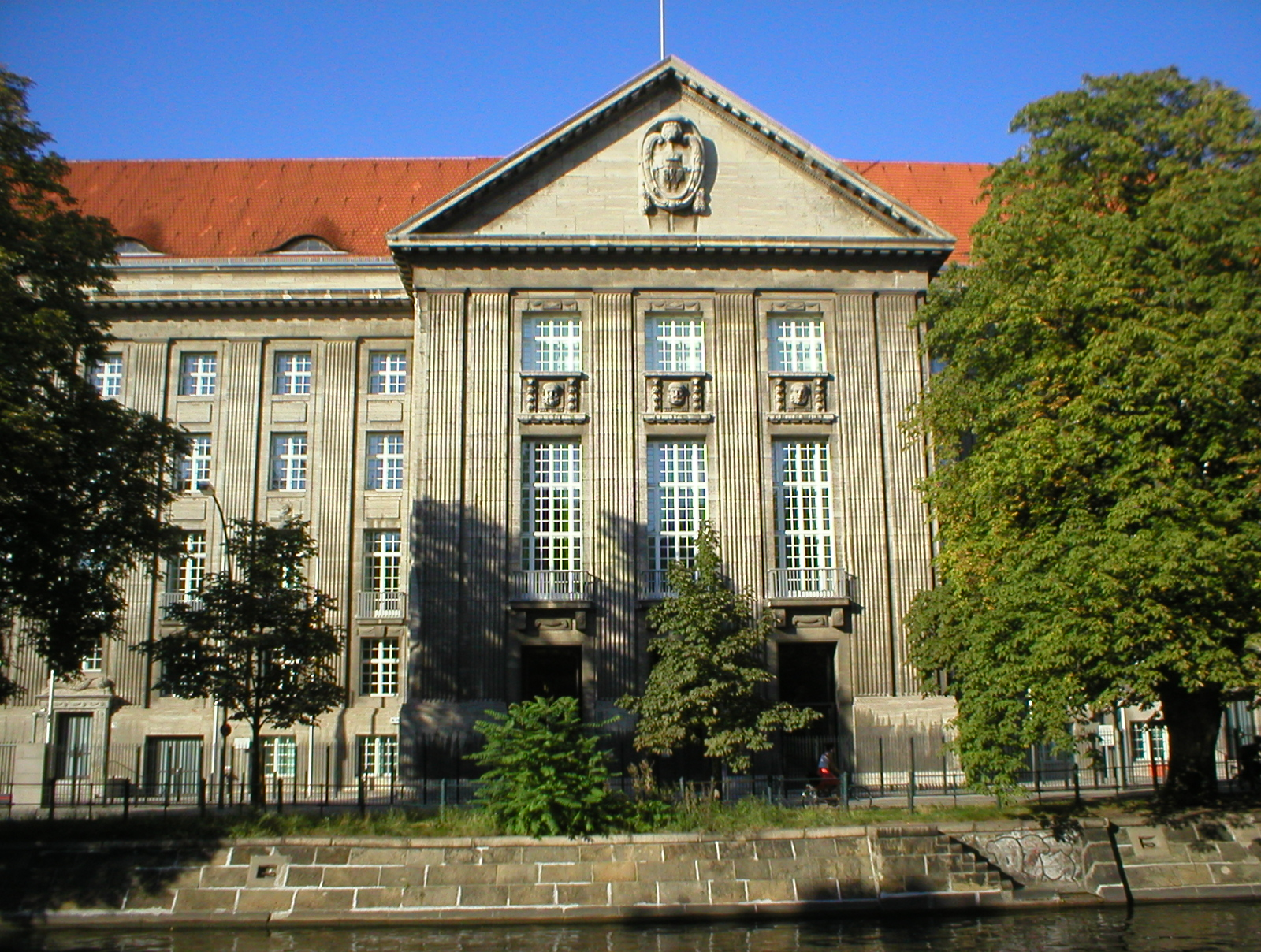
Bendlerblock am Landwehrkanal
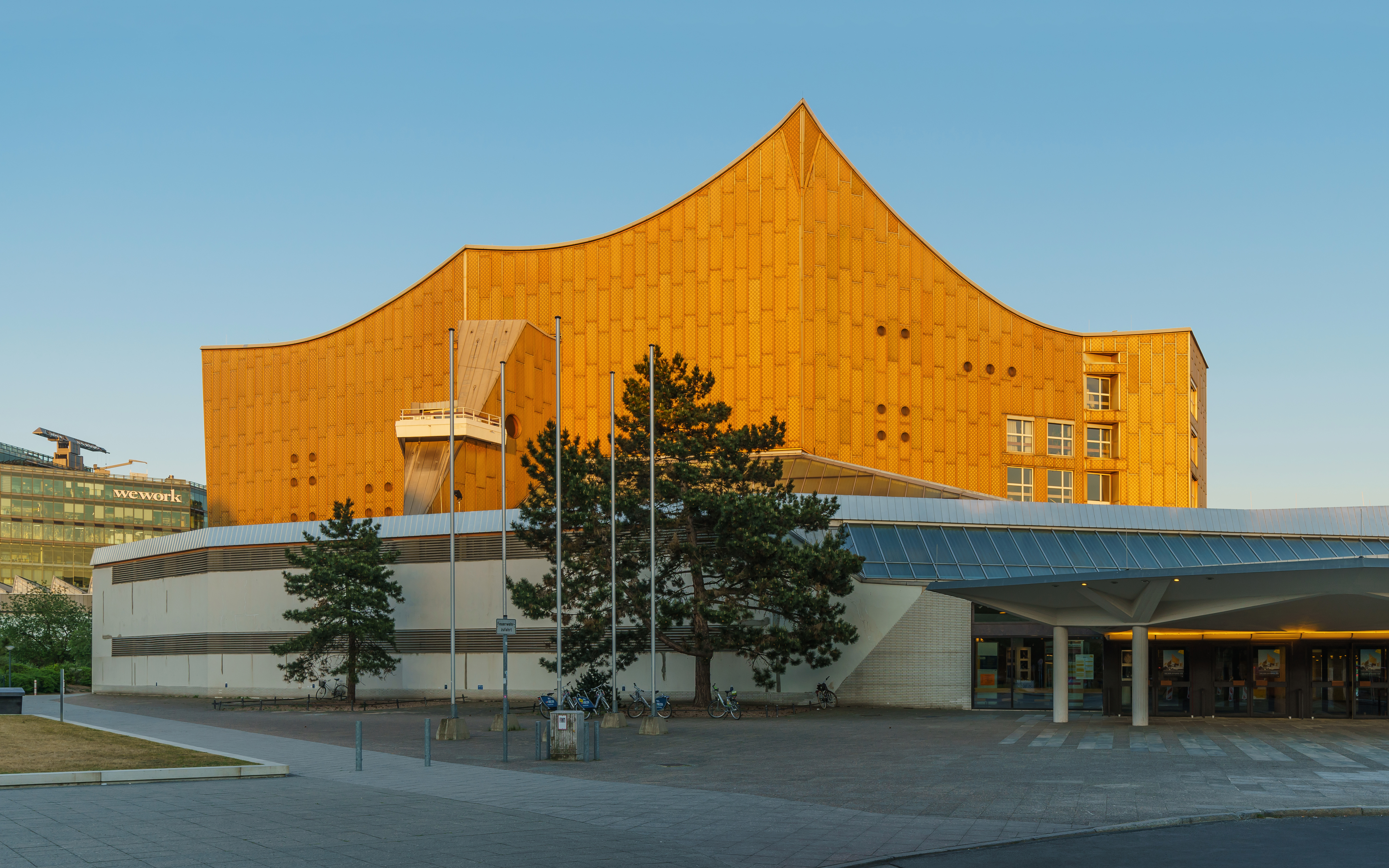
Berliner Philharmonie
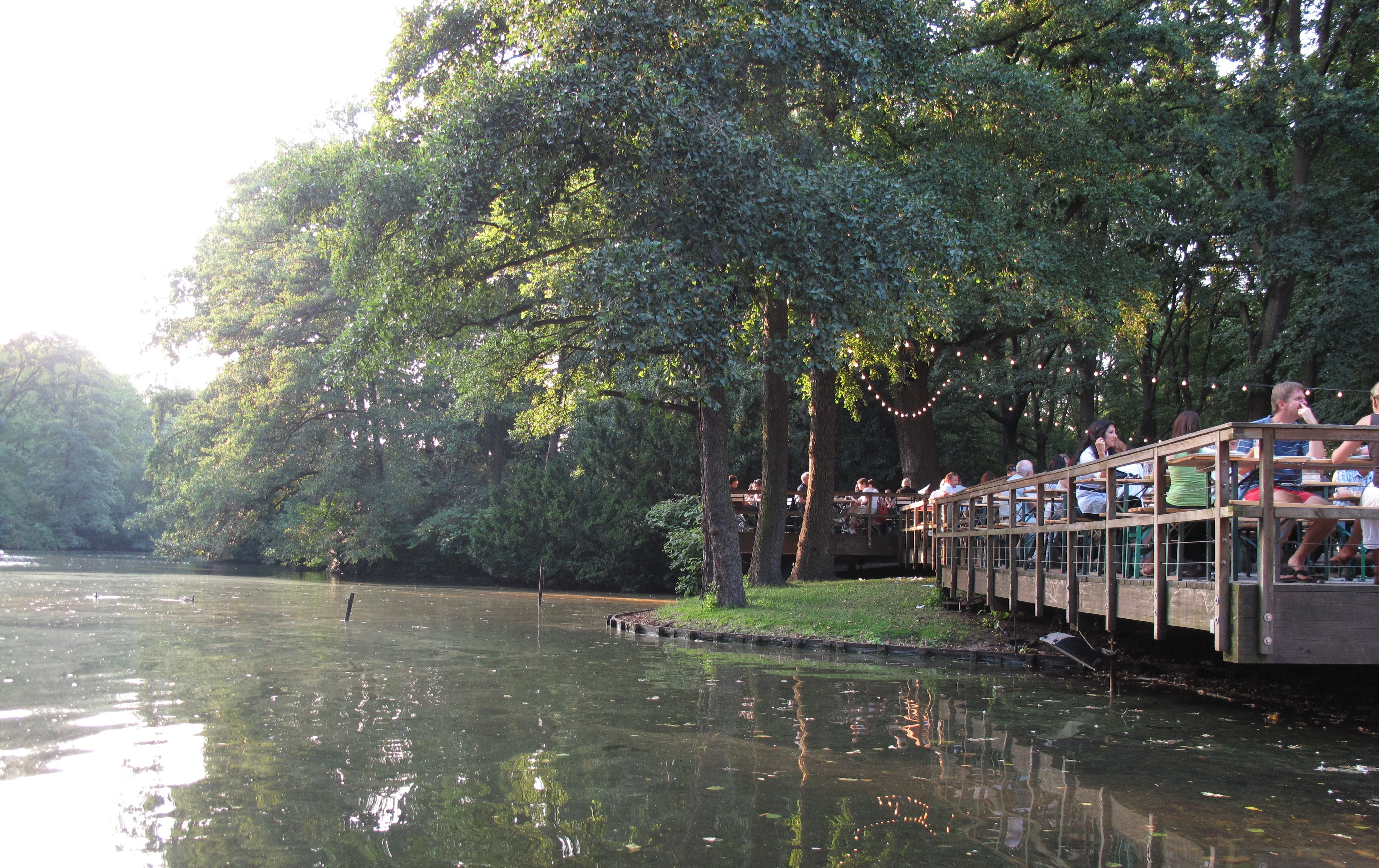
Café am Neuen See
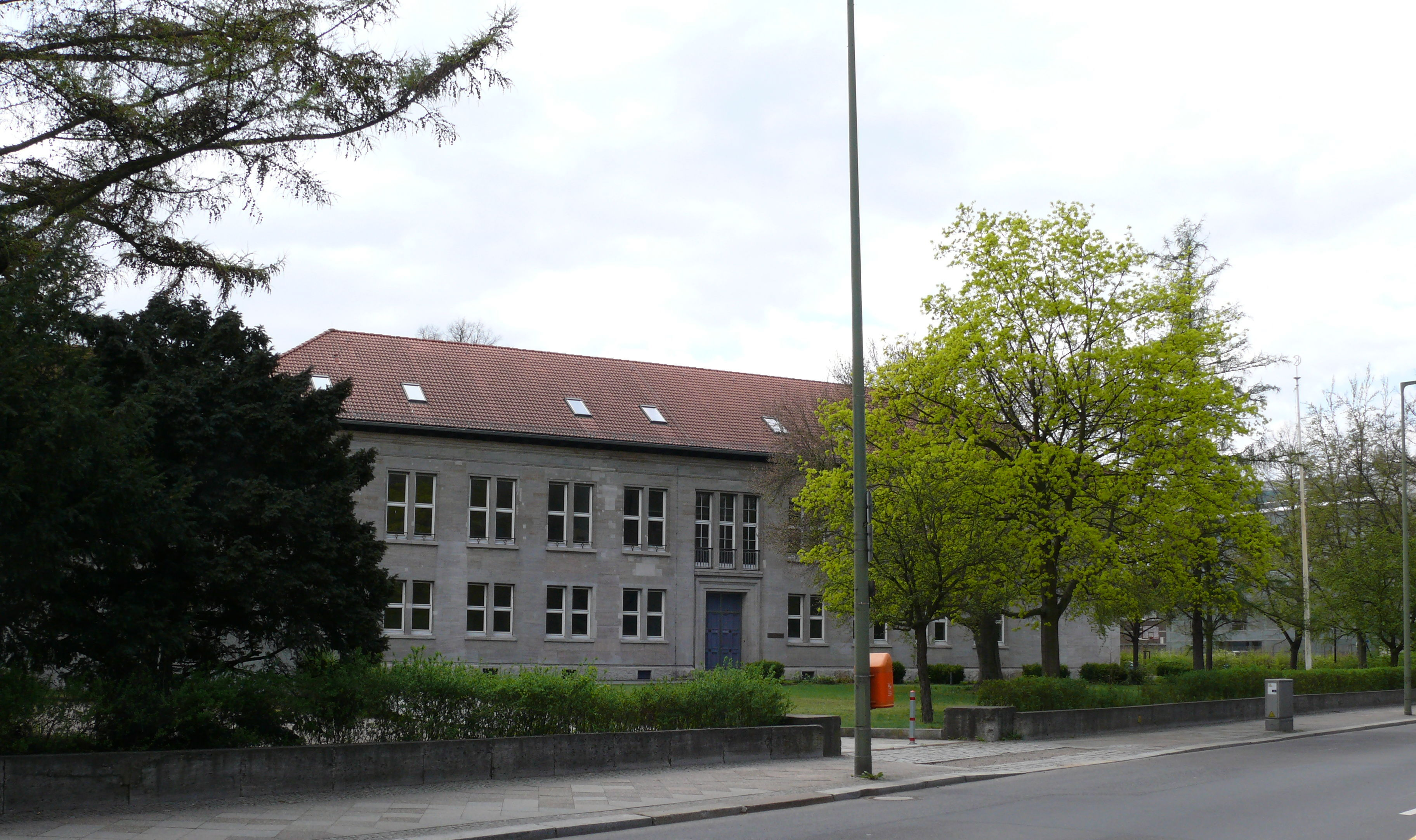
Canisius-Kolleg
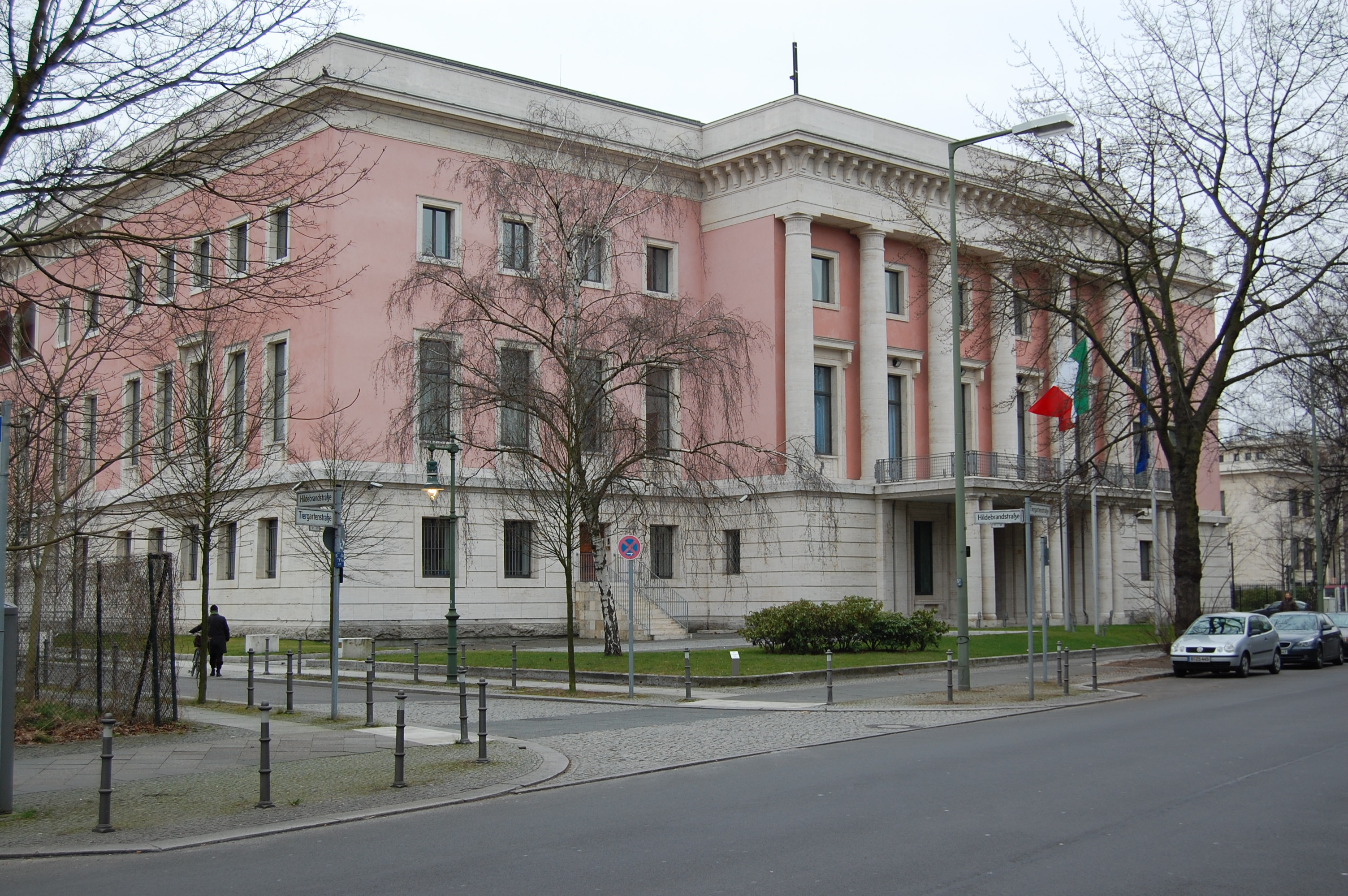
Italienische Botschaft in der Hiroshimastraße
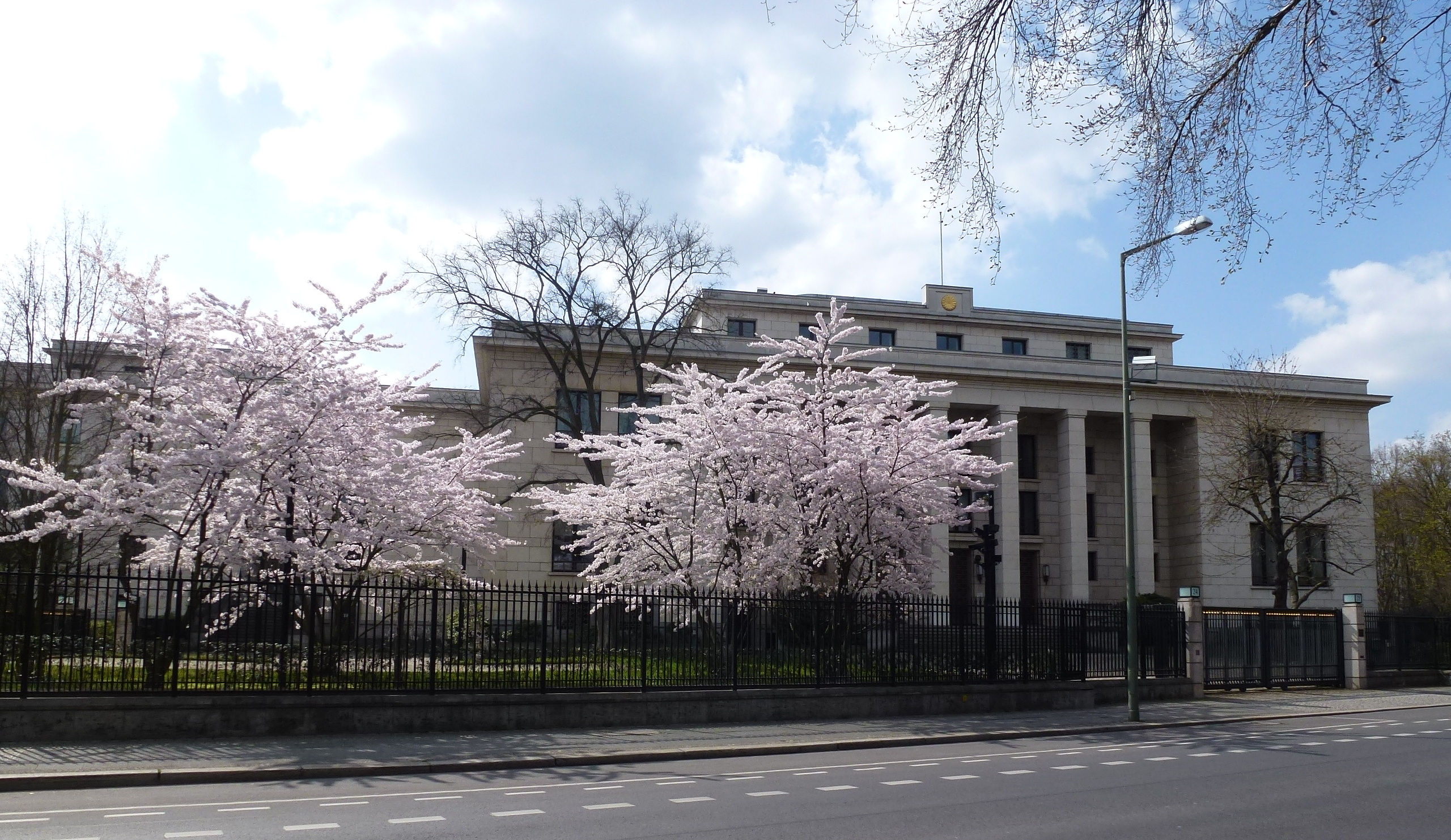
Japanische Botschaft in der Tiergartenstraße
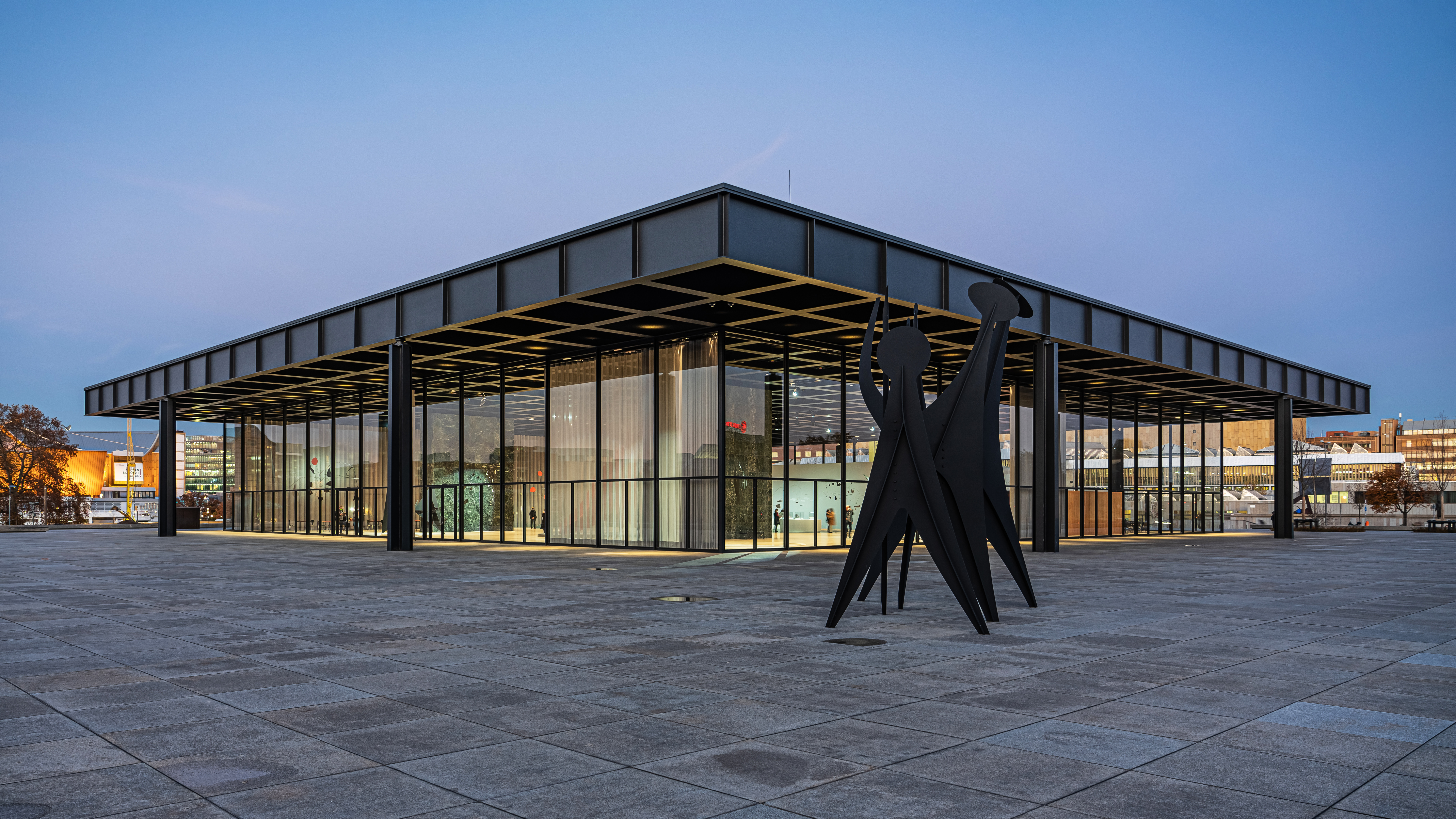
Neue Nationalgalerie (Rückansicht)
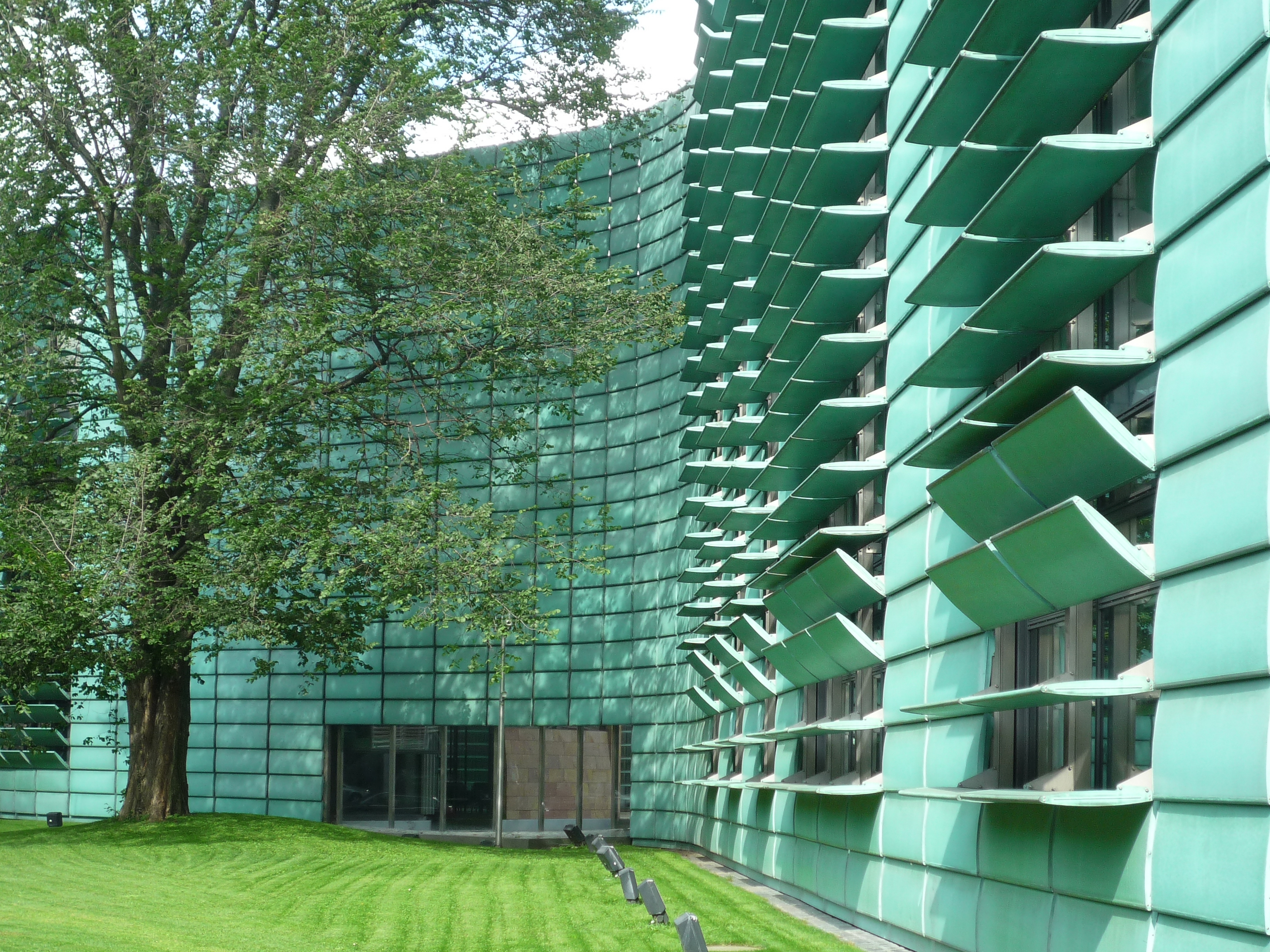
Nordische Botschaften
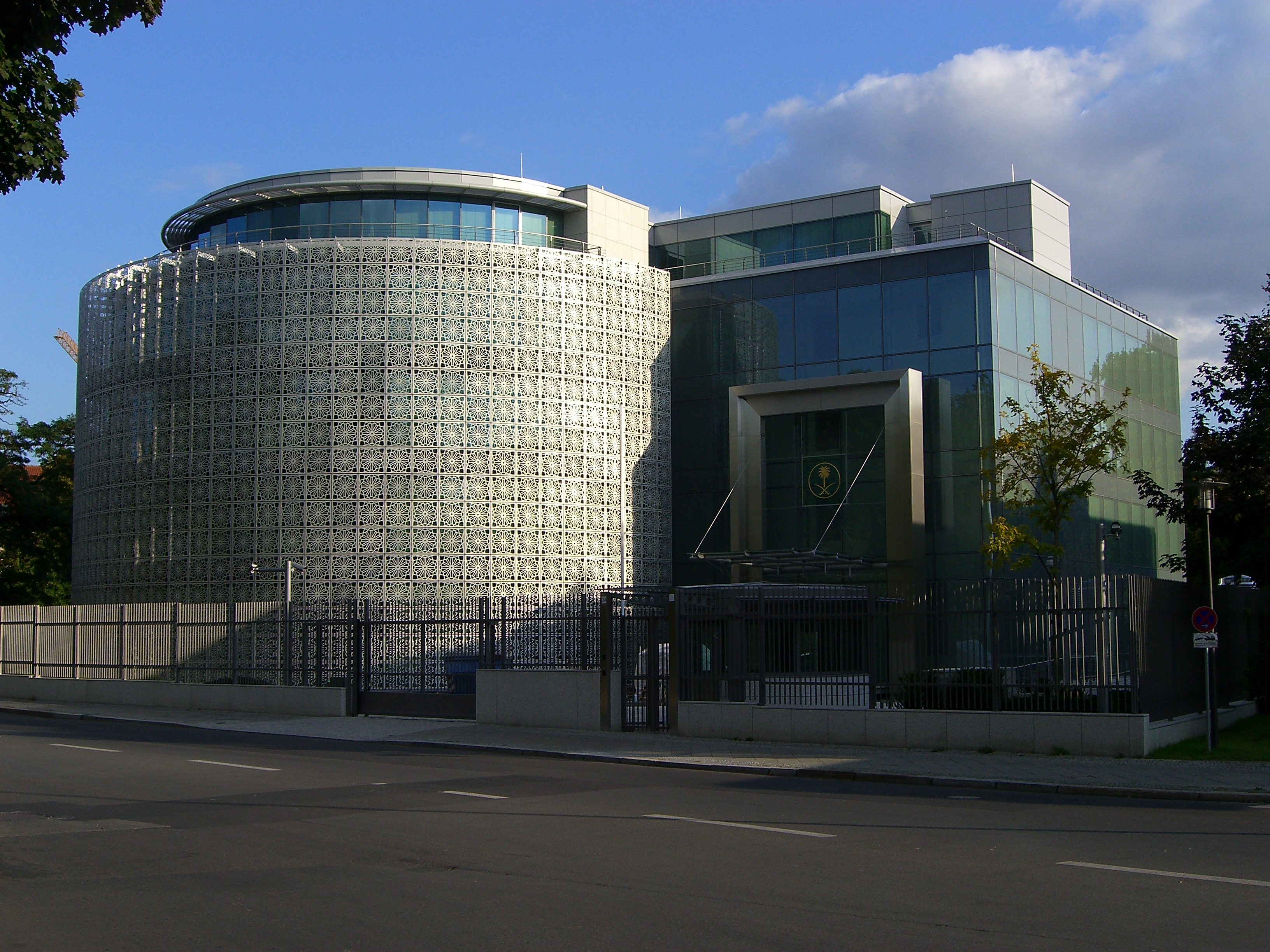
Saudi-Arabische Botschaft in der Tiergartenstraße
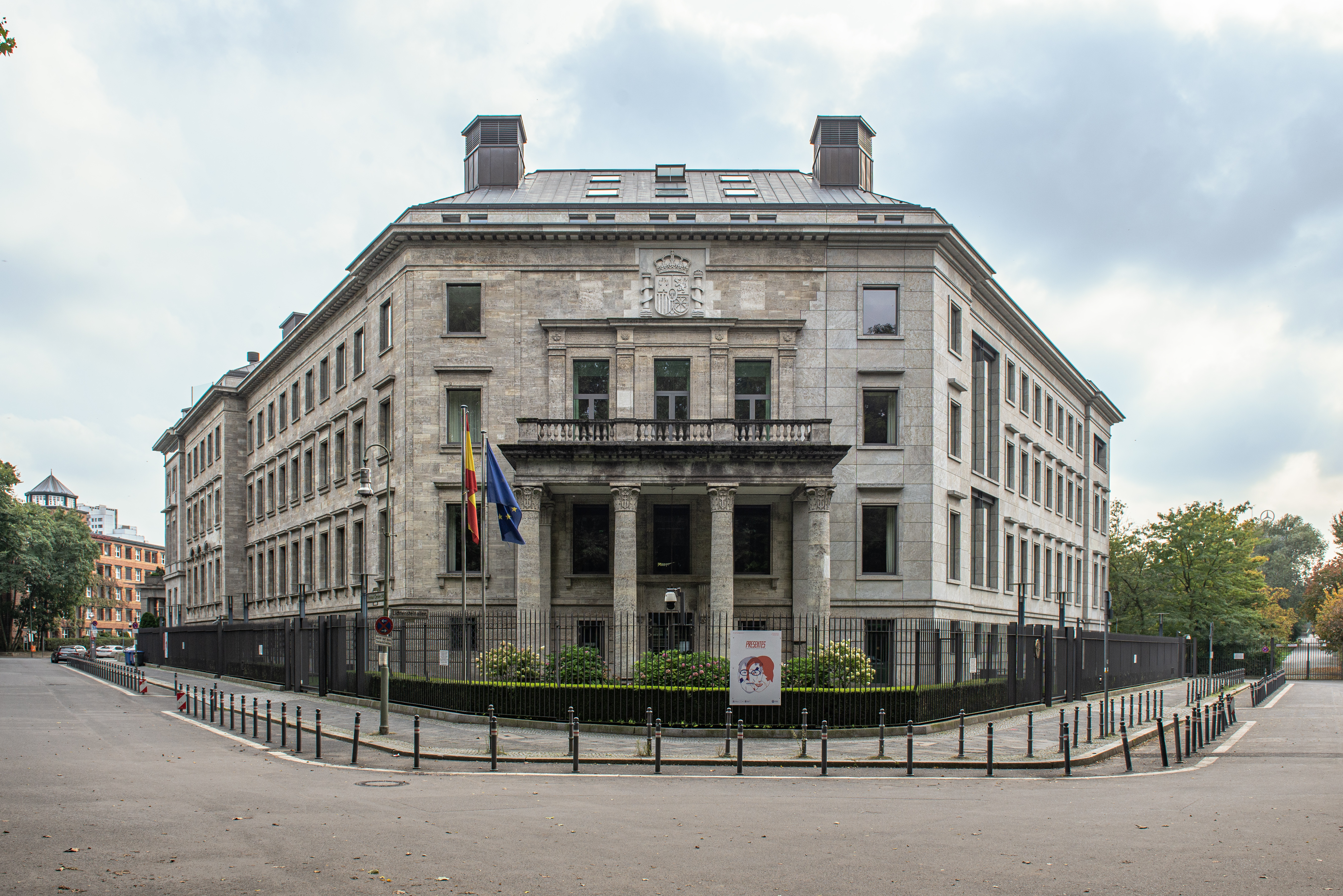
Spanische Botschaft in der Lichtensteinallee
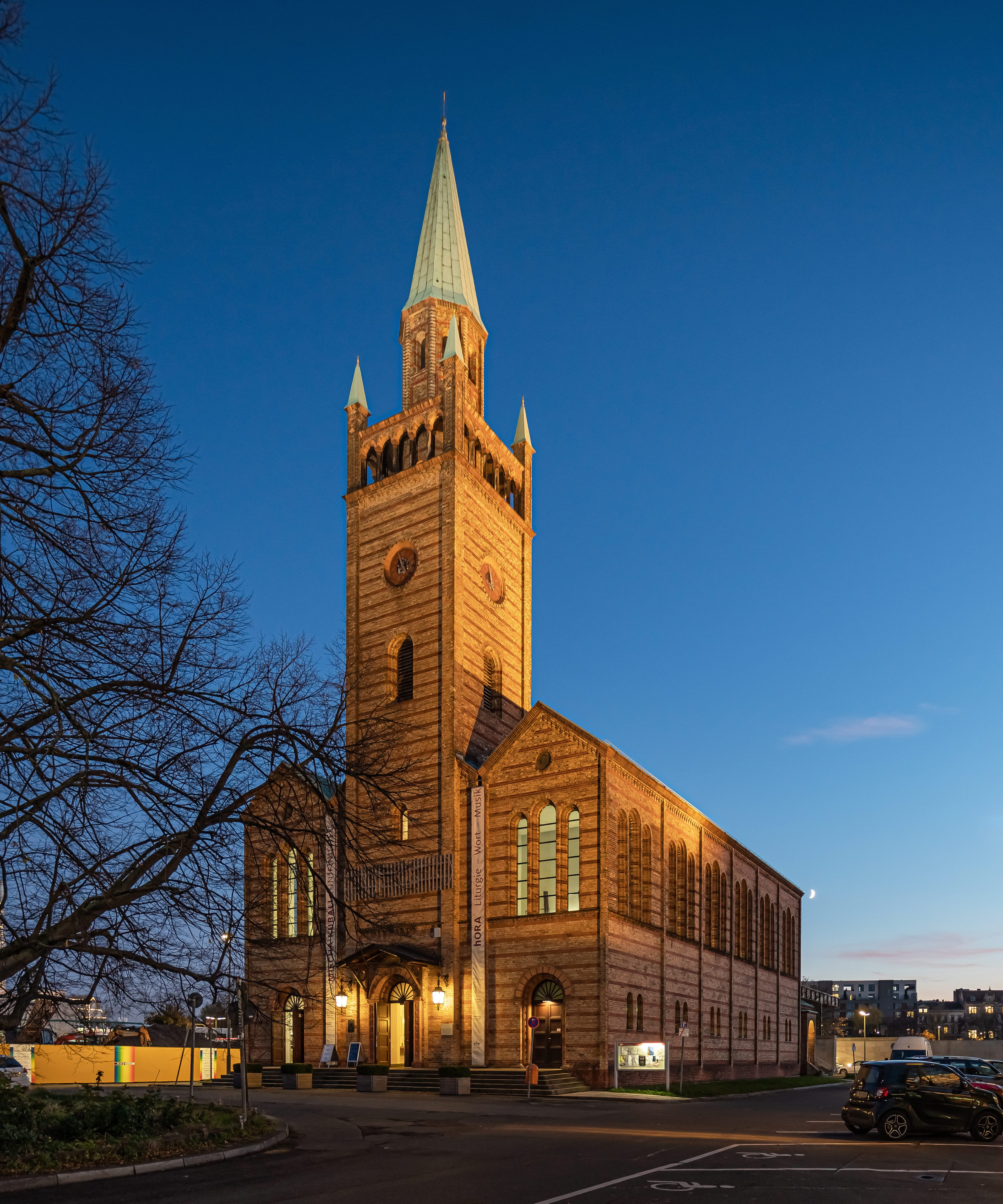
St.-Matthäus-Kirche
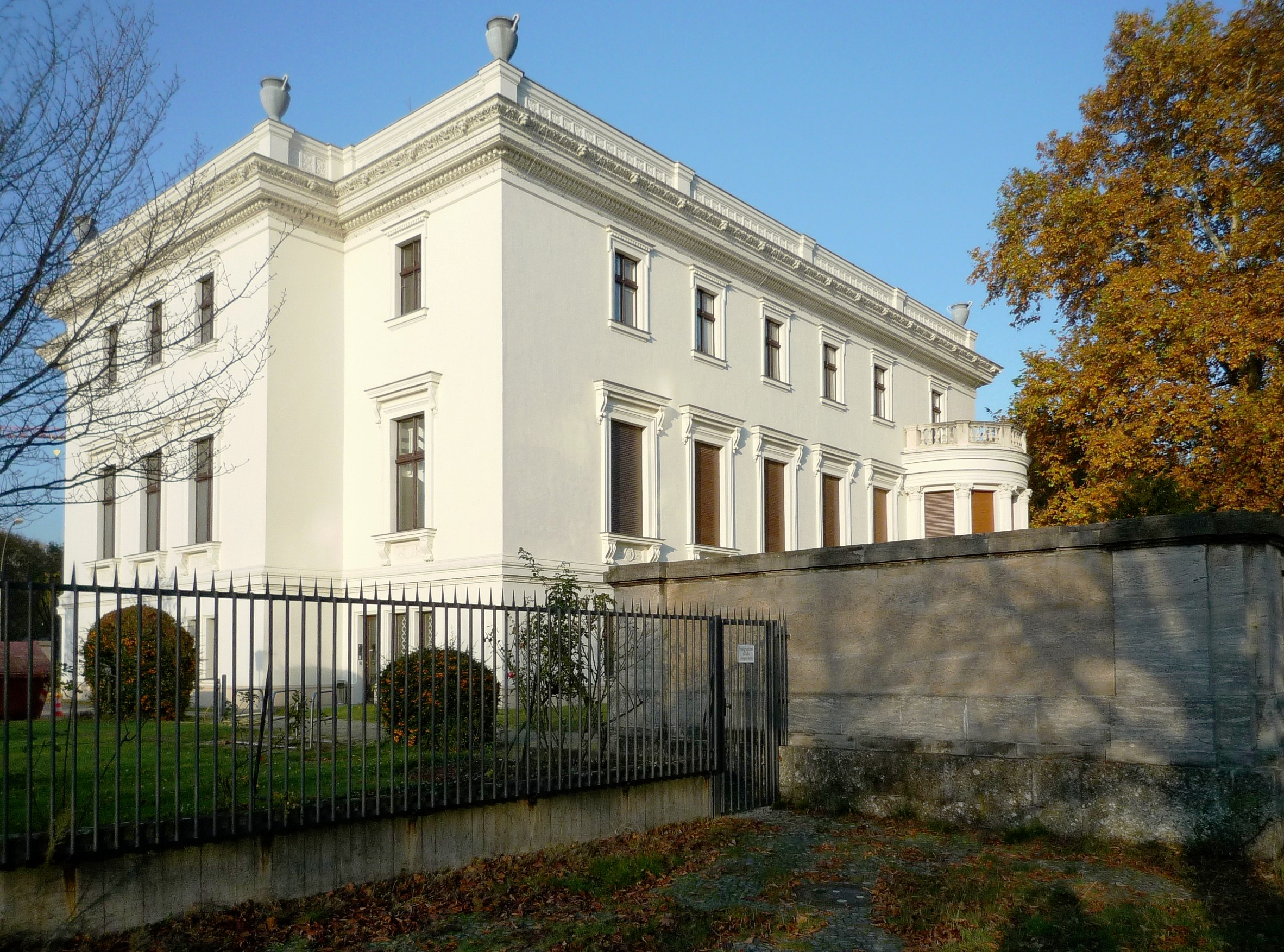
Villa von der Heydt (Stiftung Preußischer Kulturbesitz)

## Ehemalige Bewohner mit ihren Wohnadressen (Auswahl)
Die Jahre in den Klammern geben die Wohnzeit hier an, die Übersicht ist alphabetisch nach Nachnamen sortiert.
- Eduard Arnhold, erst Bellevuestr. 18a, dann Regentenstraße 19
- Bettina von Arnim (um 1848), In den Zelten 5[2]
- Carl Julius Bergius(um 1850)[3]
- Berliner Secession, Tiergartenstraße 21a
- Georg von Caro, Tiergartenstraße 33
- Paul Cassirer, Viktoriastraße 35[2]
- Willy Dreyfus, Tiergartenstraße 7a (1928–1936)
- Tilla Durieux, erst Margaretenstraße 1, dann Lennéstraße, danach Viktoriastraße 35 (bei Paul Cassierer)[2]
- Julie Elias Matthäikirchstraße 4 (ab 1890)
- Julius Elias Matthäikirchstraße 4 (ab 1890)
- Marie Fischer-Lette, Bendlerstraße 28
- Theodor Fontane (1872–ca. 1898), Potsdamer Straße 134 c[2]
- Carl Fürstenberg, Viktoriastraße 7
- Jacob und Wilhelm Grimm, Lennéstraße[2]
- Bruno Güterbock, Viktoriastraße 33 (1885–1907)
- Immanuel Hegel, Lennéstraße 3[4]
- Arthur Hobrecht, Lennéstraße 5 (1872–1874)
- Königliches Wilhelms-Gymnasium, Bellevuestraße 15
- Wilhelm Kuczynski, Tiergartenstraße 13
- Kunstsalon Paul Cassirer, Viktoriastraße 35+
- Peter Joseph Lenné, Lennéstraße 1 (um 1850)[5]
- Karl Richard Lepsius, Bendlerstraße 18
- Georg Liebermann, Tiergartenstraße 4
- Erich Ludendorff, Viktoriastraße 26
- Paul Mamroth, Tiergartenstraße 10 (1929–1935)
- Moritz Manheimer, Tiergartenstraße 5a (1868–1916)
- Valentin Manheimer, Lennéstraße 9, dann Bellevuestraße 8
- Paul Mendelssohn Bartholdy der Jüngere, Rauchstraße 17 (1927–1938)
- Adolph Menzel, Sigismundstraße 3 (um 1890–1894)[2]
- Kommerzienrat Joel Wolff Meyer, Matthäikirchstraße 1 (1840–nach 1857), Nachnutzung durch den Enkel Siegmond Joel Meyer[2]
- Helmuth James Graf von Moltke, arbeitete in der Viktoriastraße 33
- Henry Nathan, Tiergartenstraße 26
- Marie von Olfers, Margaretenstraße 7
- Benoit Oppenheim, Bellevuestraße 3 (1874–1897), Tiergartenstraße 8a 
(1897–1931)
- Franz Oppenheim, Lennéstraße 2 (1881–1886), Bellevuestraße 15 (1889–1907), Viktoriastraße 29 (1907–1913), Corneliusstraße 7 
(1914–1929)
- Margarete Oppenheim, Viktoriastraße 26 (1876–1913), Corneliusstraße 7 
(1913–1935)
- Adolph vom Rath, Viktoriastraße 6
- Emil und Walter Rathenau, Viktoriastraße 3/4
- Leonor Reichenheim, Tiergartenstraße 19 (1852–1868)
- Karl von Richthofen (Rechtshistoriker), (um 1850) Lennéstraße 8[6]
- Samuel Ritscher, Tiergartenstraße 26 (1933–1934), Tiergartenstraße 34a
(1935–1937)
- Hermann Roeder, Viktoriastraße 14
- Arthur Salomonsohn, Bellevuestraße 19 (1897–1898), Bellevuestraße 2
(1898–1905), Tiergartenstraße 8 (1906–1930)
- Oscar Schlitter, Tiergartenstraße 14
- Paul von Schwabach, Tiergartenstraße 3 (1912–1930), Matthäikirchstraße 27 (1932–1934), Matthäikirchplatz 7 (1935–1937)
- Eduard Georg Simon, Viktoriastraße 7
- James Simon, Tiergartenstraße 26a (1877–1878), Bellevuestraße 12 (1884–1886), Tiergartenstraße 15a (1886–1927)
- Familie Tiele-Winckler, Regentenstraße 15, heute Hitzigallee 21
- Ludwig Traube, Bellevuestraße 13 (1864), Tiergartenstraße 2 (1864–1876)
- Leopold Ullstein (1873–1893)[2]
- Verein Berliner Künstler, Bellevuestraße 3
- Hermann Wallich, Viktoriastraße 1 (1879–1887), Bellevuestr. 18a (1888–1904)
- Oscar und Sigmund Wassermann, Tiergartenstraße 8d (1924–1933)
- Valentin Weisbach, Tiergartenstraße 4